# Evarcha dotata
Evarcha dotata är en spindelart som först beskrevs av Peckham, Peckham 1903.  Evarcha dotata ingår i släktet Evarcha och familjen hoppspindlar. Inga underarter finns listade i Catalogue of Life.